# Elendilmir
De Elendilmir een fictieve edelsteen uit de werken van J.R.R. Tolkien in de vorm van een ster. Het werd op het harnas gedragen van de koningen van Arnor.
De Elendilmir werd vernoemd naar Elendil, die het vanuit Númenor naar Midden-aarde had gebracht. Na de dood van Elendil aan het eind van de Tweede Era werd Isildur koning en hij nam de Elendilmir op zijn harnas. In het jaar 2 van de Derde Era ging Isildur terug naar het noorden. Daar werd hij, tijdens wat later de Ramp van de Irisvelden zou worden genoemd, aangevallen door Orks. De Orks doodden vele mannen, waaronder Isildurs drie oudste zonen. De Orks waren echter bang voor de schittering van de Elendilmir en durfden Isildur niet aan te vallen. Isildur deed de Ene Ring aan en werd onzichtbaar, maar de Elendilmir straalde een rood licht uit en de Orks konden hem daardoor nog steeds zien. Isildur sprong de rivier Anduin in en zwom weg. De Ring gleed van zijn vinger en hij werd zichtbaar. De Orks zagen hem en ze doodden Isildur met een aantal pijlen. De Elendilmir ging daarna voor 3000 jaar verloren in de rivier.
De Elfen van Imladris smeedden een replica van de Elendilmir, die werd gedragen door Isildurs jongste zoon Valandil en de koningen en hoofden van de Dúnedain die hem opvolgden. Toen Aragorn II koning werd van de Verenigde Rijken Arnor en Gondor kreeg hij de nieuwe Elendilmir. De oude werd later teruggevonden achter een boekenkast in de Orthanc. Blijkbaar had de gecorrumpeerde tovenaar Saruman de oude Elendilmir in de Anduin gevonden toen hij zocht naar de Ene Ring. Aragorn droeg de originele Elendilmir alleen op feestdagen, anders droeg hij de replica.